# Батак, Радослав
Ра́дослав Ба́так (черног. Radoslav Batak; род. 15 августа 1977, Нови-Сад) — сербский и черногорский футболист, защитник; тренер.

## Клубная карьера
Карьеру начал в клубе «Пивара». Кроме этого на родине выступал за «Младост» Апатин, «Войводину» и «Врбас». 31 января 2003 года перешёл в московское «Динамо» В новом клубе дебютировал 16 марта в матче против владикавказской «Алании» Всего сыграл 62 матча и забил 3 мяча. 29 июля 2005 года перешёл в турецкий «Анкараспор». Отыграл четыре сезона, после чего перешёл в «Антальяспор». С 2010 года стал выступать за черногорский «Могрен». В январе 2012 года подписал контракт с казахстанским клубом «Тобол». В домашней игре против карагандинского «Шахтёра» получил травму и выбыл на длительный срок.
После завершения игровой карьеры выучился на тренера. Работал в тренерском штабе тайского клуба «Бурирам Юнайтед», затем ассистировал в клубе «Сисакет Юнайтед» той же лиги.

## Карьера в сборной
В сборной Черногории дебютировал 24 марта 2007 года в товарищеском матче против Венгрии. Первый гол забил 10 октября 2009 года в матче против Грузии.
| №  | Дата             | Оппонент  | Счёт | Голы Батака | Соревнование                                      |
| 1  | 24 марта 2007    | Венгрия   | 2:1  | -           | Товарищеский матч                                 |
| 2  | 1 июня 2007      | Япония    | 0:2  | −           | Товарищеский матч                                 |
| 3  | 3 июня 2007      | Колумбия  | 0:1  | −           | Товарищеский матч                                 |
| 4  | 22 августа 2007  | Словения  | 1:1  | −           | Товарищеский матч                                 |
| 5  | 12 сентября 2007 | Швеция    | 1:2  | −           | Товарищеский матч                                 |
| 6  | 17 октября 2007  | Эстония   | 1:0  | −           | Товарищеский матч                                 |
| 7  | 10 сентября 2008 | Болгария  | 2:2  | −           | Отборочный матч чемпионата мира по футболу 2010   |
| 8  | 10 сентября 2008 | Ирландия  | 0:0  | −           | Отборочный матч чемпионата мира по футболу 2010   |
| 9  | 15 октября 2008  | Италия    | 1:2  | −           | Отборочный матч чемпионата мира по футболу 2010   |
| 10 | 20 августа 2008  | Венгрия   | 3:3  | −           | Товарищеский матч                                 |
| 11 | 28 марта 2009    | Италия    | 0:2  | −           | Отборочный матч чемпионата мира по футболу 2010   |
| 12 | 1 апреля 2009    | Грузия    | 0:0  | -           | Отборочный матч чемпионата мира по футболу 2010   |
| 13 | 6 июня 2009      | Кипр      | 2:2  | −           | Отборочный матч чемпионата мира по футболу 2010   |
| 14 | 12 августа 2009  | Уэльс     | 2:1  | −           | Товарищеский матч                                 |
| 15 | 10 октября 2009  | Грузия    | 2:1  | 1           | Отборочный матч чемпионата мира по футболу 2010   |
| 16 | 14 октября 2009  | Ирландия  | 0:0  | −           | Отборочный матч чемпионата мира по футболу 2010   |
| 17 | 18 ноября 2009   | Беларусь  | 1:0  | −           | Товарищеский матч                                 |
| 18 | 25 мая 2010      | Албания   | 0:1  | −           | Товарищеский матч                                 |
| 19 | 29 мая 2010      | Норвегия  | 1:2  | −           | Товарищеский матч                                 |
| 20 | 8 октября 2010   | Швейцария | 1:0  | −           | Отборочный матч чемпионата Европы по футболу 2012 |

Итого: 20 матчей / 1 гол; 6 побед, 7 ничьих, 7 поражений.
(откорректировано по состоянию на 8 октября 2010)